# 萧之战
萧之战，公元前563年（周灵王九年，鲁襄公十年，楚共王二十八年，郑简公三年，卫献公十四年，宋平公十三年），楚国联合郑国攻打宋国的战役。
前563年六月，楚国的子囊、郑国的子耳进攻宋国，军队驻扎在訾毋（今河南省鹿邑县南）。六月十四日，包围宋国，攻打桐门。卫献公救援宋国，军队驻在襄牛（今河南省范县）。郑国的子展主张一定要进攻卫国。郑国的皇耳入侵卫国，卫军追逐郑军，孙蒯在犬丘（今河南省永城县西北）俘虏了郑将皇耳。七月，入侵鲁国西部边境。回国，包围萧地（今安徽省萧县西北）。八月十一日，攻克萧地。九月，子耳入侵宋国北部边境。鲁国孟献子说：“郑国怕有灾祸了！争战太过分。天子还不能经常用兵，何况郑国呢？灾祸怕在郑国三位执政身上吧！”十月十四日，郑国西宫之变，子驷、子国、子耳被杀。这场战争引起了晋悼公三驾伐郑之役，最终导致郑国长期服从晋国。